# Museo diocesano (San Severo)
Importante contenitore d'arte sacra, il Museo diocesano di San Severo è allestito nei locali ipogeici del secentesco Palazzo del Seminario. Conserva argenti sacri, gioielli di oreficeria profana (ex voto), statuaria lignea e lapidea, ricchi paramenti sacerdotali e dipinti di diversa epoca.
Tra i manufatti più significativi spiccano un reliquiario in pietra e onice del 1045, una collezione di piatti da colletta medievali in rame sbalzato, alcune notevoli statue lignee policrome medievali e rinascimentali e preziosi ostensori argentei barocchi.
Un piccolo lapidario conserva epigrafi del V-III secolo a.C. provenienti da Teanum Apulum e da Sant'Agata di Tremiti.